# Administration pénitentiaire (Luxembourg)
Pour les autres articles nationaux ou selon les autres juridictions, voir Administration pénitentiaire.
L'administration pénitentiaire du Grand-Duché de Luxembourg est le service public, placé sous tutelle du ministère de la Justice luxembourgeois, chargé de l'exécution des décisions de justice en matière pénale et de favoriser la réinsertion sociale des personnes qui lui sont confiées par l'autorité judiciaire.

## Organisation
L'organisation et les missions de l'administration pénitentiaire luxembourgeoises sont définies par la loi du 20 juillet 2018 portant réforme de l'Administration pénitentiaire. L'administration pénitentiaire est actuellement dirigée par Serge Legil,.
L’administration pénitentiaire du Luxembourg est comprend :
- la direction de l'Administration pénitentiaire ;
- le centre pénitentiaire d’Uerschterhaff ;
- le centre pénitentiaire de Luxembourg ;
- le centre pénitentiaire de Givenich ;
- l’institut de formation pénitentiaire

## Liste des directeurs de l'administration pénitentiaire
Les directeurs de l'administration pénitentiaire sont successivement :
| Directeur   | Décret de nomination | Décret de nomination | Origine              |
| ----------- | -------------------- | -------------------- | -------------------- |
| Serge Legil | 18 septembre 2018    |                      | Service du Médiateur |

## Événements
Le 17 janvier 2022, l'administration pénitentiaire se dote d'un nouvelle identité visuelle.